# Bataille de Gross Beeren
Sixième Coalition
Batailles
Campagne de Russie (1812)
- Liste des batailles
- Mir
- Moguilev
- Ostrovno
- Vitebsk
- Kliastitsy
- Smolensk
- 1re Polotsk
- Valoutina Gora
- Moskova
- Moscou
- Winkowo
- 2e Polotsk
- Maloïaroslavets
- Gorodnia
- Czaśniki
- Viazma
- Smoliani
- Krasnoï
- Bérézina

Campagne d'Allemagne (1813)
- Dantzig
- Lunebourg
- Möckern
- Lützen
- Bautzen
- Reichenbach
- Haynau
- Luckau
- Hoyerswerda
- Lauenbourg
- Goldberg
- Gross Beeren
- Katzbach
- Dresde
- Kulm
- Dennewitz
- Peterswalde
- Liebertwolkwitz
- Leipzig
- Hanau
- Sehested
- Torgau
- Hambourg

Campagne de France (1814)
- Sainte-Croix-en-Plaine
- Besançon
- Mayence
- Metz
- Saint-Avold
- 1re Saint-Dizier
- Brienne
- La Rothière
- Campagne des Six-Jours (Champaubert
- Montmirail
- Château-Thierry
- Vauchamps)
- Mormant
- Montereau
- Bar-sur-Aube
- Saint-Julien
- Laubressel
- Berry-au-Bac
- Craonne
- Coutures
- Laon
- Soissons
- Mâcon
- Reims
- Saint-Georges-de-Reneins
- Limonest
- Arcis-sur-Aube
- Fère-Champenoise
- 2e Saint-Dizier
- Meaux
- Claye
- Villeparisis
- Paris

- Feistritz
- Caldiero (en)
- Trieste
- Mincio

- Hoogstraten (de)
- Anvers
- Berg-op-Zoom
- Courtrai

La bataille de Gross Beeren eut lieu le 23 août 1813 (à Blankenfelde, Großbeeren et Sputendorf) à une quinzaine de kilomètres au sud-ouest de Berlin dans le cadre de la guerre de la campagne d'Allemagne, dans la guerre de la Sixième Coalition, entre l'armée française commandée par le maréchal Oudinot et les forces prussiennes sous les ordres du Generalleutnant Friedrich Wilhelm von Bülow.

## Contexte
Après la rupture de l'armistice de Pleiswitz le 18 août, Napoléon ordonne à Oudinot, qui avait été gravement blessé récemment, de reprendre Berlin pendant que lui-même, plus à l'est, manœuvre contre l'armée de Silésie de Blücher. Berlin est défendue par l'armée du Nord de Bernadotte, maréchal napoléonien devenu prince royal de Suède ; celui-ci montre peu de hâte à combattre ses anciens compatriotes mais son subordonné Bülow lui force la main et choisit de livrer bataille. Les troupes suédoises restent en réserve de la bataille et Bernadotte laisse l'effort principal à l'armée prussienne.
Oudinot fait avancer ses 60 000 hommes dont des Saxons sur trois routes avec peu de communications entre elles et de cavalerie vers Berlin par la route de Wittenberg dans la plaine de Trebbin.
La météo se traduit par une pluie torrentielle sur un terrain sableux où se forment des lacs.

## Ordre de bataille
| Armée française (Oudinot) | Armée des coalisés (von Bulöw) |
| --- | --- |
| 7e Corps (Reynier) 24e division saxonne (Le Coq) 3 brigades 25e division saxonne (Von Sähr) 2 brigades 32e division d'infanterie (Durutte) 3 brigades Cavalerie saxonne (Lindenau (de)) 2 escadrons Artillerie saxonne 12e Corps (Oudinot) 6e division de cavalerie légère (Fournier) 2 brigades (Mourier et Ameil) 13e division d'infanterie (Pacthod) 1re brigade (Bardet) 2e brigade (Cacault) 14e division d'infanterie (Guilleminot) 3 brigades | 3e corps prussien (von Bulöw) 3e division (Hesse-Hombourg) 4 brigades 4e division (Thümen) 4 brigades 5e division (Borstell) 4 brigades 6e Division (Krafft) 3 brigades Réserve de cavalerie (von Oppen) 3 brigades Réserve d'artillerie |

## La bataille
Le 4e corps, commandé par le général Bertrand, resta aux prises toute la journée, sur la droite, avec les 13 000 hommes des milices du Brandebourg et les 32 canons de la Landwehr du général Tauentzien mais sans avantage marquant de part et d’autre. Le 7e corps franco-saxon, 27 000 hommes, commandé par le général Reynier, attaque le centre tenu par les 38 000 hommes de von Bülow. Ils s’emparent du village et occupent la colline du moulin-à-vent qui se trouve derrière mais ils sont contre-attaqués alors qu'ils se préparent à leur cantonnement.

### Général Guilleminot
Le général Guilleminot, qui était sur la gauche avec le 12e corps formé des « Marie-Louise », des jeunes recrues enthousiastes mais inexpérimentées, du côté de Guttergotz, en observation devant les Russes de Wintzingerode et de Vorontsov, avait donné toute son attention à la canonnade qui écrasait le centre de l’armée française.
À ce bruit, il n’avait pas hésité; laissant les Russes qui ne bougeaient pas, et mettant en pratique la maxime des tacticiens qui sont braves avant tout, à défaut d’ordre, il s’était dirigé sur le feu. Cependant, il n’avait pu arriver sur le champ de bataille que le soir. Von Bülow était déjà maître de Gross Beeren, et le centre se trouvait en pleine retraite sur Gottow. Ce mouvement réussit d’abord à arrêter l’élan des Prussiens puis à reprendre le village.
Mais le 7e corps avait subi la perte de 3 000 morts et blessés, plus treize pièces de canon. 1 500 soldats saxons furent faits prisonniers, qui, le lendemain même s’enrôlèrent au service de la Prusse.
Oudinot ordonne la retraite à Jüterbog. Défaite française.

### Généraux Girard et Hirchfeld
Dans le temps où se livrait le combat de Gross-Bereen, une division était sortie de Magdebourg, sous les ordres du général Girard pour se joindre.
Le 27, cette colonne tomba au milieu de l’avant-garde russe à Belzig. L’infanterie française eu d’abord l’avantage ; mais tandis qu’elle était aux prises avec les troupes du général Hircheld, qui lui cédait le terrain, elle fut tournée et enveloppée par les cosaques de Tchernychev.
Un grand désordre s’ensuivit. Le général Girard fut blessé, et sa colonne ne put rentrer à Magdebourg qu’en laissant 800 prisonniers et six canons.